# Cheilotrichia praelata
Cheilotrichia praelata là một loài ruồi trong họ Limoniidae. Chúng phân bố ở miền Cổ bắc.